# Bob Kahn
Robert Elliot Kahn (cunoscut sub numele de Bob Kahn, n. 23 decembrie 1938) este un informatician american, cunoscut drept coautor, împreună cu Vinton Cerf, al protocoalelor TCP și IP. Împreună, cei doi au primit numeroase premii, între care și Premiul Turing de la ACM și Medalia Alexander Graham Bell de la IEEE.
1. ↑  „Bob Kahn”, Gemeinsame Normdatei, accesat în 10 decembrie 2014
2. ↑   http://www.nytimes.com/2012/05/25/opinion/keep-the-internet-open.html Lipsește sau este vid: |title= (ajutor)
3. ↑  Notable Names Database
4. ↑   https://awards.acm.org/fellows/award-recipients, accesat în 23 iunie 2024 Lipsește sau este vid: |title= (ajutor)